# Dialektischer Materialismus
Der dialektische Materialismus ist die philosophische Weltanschauung des Marxismus. Sie verwendet die Methode der Dialektik – des Denkens in Widersprüchen –, um die Welt auf materialistischer Grundlage zu erklären. Sie grenzt sich damit deutlich vom dialektischen Idealismus des Philosophen G. W. F. Hegel ab, aber auch von vorangegangenen materialistischen Philosophien wie z. B. der von Ludwig Feuerbach.
Der dialektische Materialismus wurde von Karl Marx und Friedrich Engels in der gemeinsamen Schrift Die deutsche Ideologie (1845) begründet und später in zahlreichen Schriften angewandt, verteidigt und weiterentwickelt (siehe auch Dialektik bei Marx und Engels). Demnach besteht die Einheit der Welt in der sich stets bewegenden Materie, die ewig und unendlich ist und den Menschen in ihrer praktischen Lebenstätigkeit gegeben ist, indem sie dort Lebensgrundlage und Erkenntnisquelle der menschlichen Gesellschaft darstellt. Mit dieser philosophischen Weltanschauung ist es möglich, die Unterschiede von Bewusstsein und Sein, von belebten und unbelebten Dingen anzuerkennen und trotzdem an einem materiellen Ursprung aller Dinge festzuhalten. Die marxistische Philosophie wird in den sozialistischen Ländern an Lehrstühlen gelehrt, die dem dialektischen Materialismus und dem historischen Materialismus gewidmet sind. Diese beiden Teildisziplinen legen den Schwerpunkt auf unterschiedliche Seiten jener Weltanschauung, die dem Unterschied von Logischem und Historischem entsprachen, wobei sich der historische Materialismus auf die allgemeinen Gesetzmäßigkeiten der menschlichen Gesellschaft und ihrer Entwicklung konzentriert. Dialektischer und historischer Materialismus bilden zusammen die philosophische Grundlage und damit einen der drei Bestandteile des Marxismus (Philosophie, politische Ökonomie, wissenschaftlicher Kommunismus). Die Aufgabe des dialektischen Materialismus besteht darin, einen Beitrag zur Erklärung der Entwicklungsgesetzmäßigkeiten in Natur, Gesellschaft und Denken zu leisten und damit die wissenschaftliche Begründung sozialistischer Politik philosophisch abzusichern.

## Grundlagen
Die Väter des dialektischen Materialismus ließen sich von der Methode der Dialektik Hegels inspirieren, der neben Ludwig Feuerbach wohl wichtigsten geistigen Quelle des jungen Karl Marx. Hegel geht davon aus, dass die natürliche und gesellschaftliche Realität primär von einer absoluten Idee bestimmt ist und sich aufgrund (dialektischer) Widersprüche entwickelt. Nach dieser Theorie gerät jede verwirklichte Form der Idee mit sich selbst in Widerspruch und generiert so die immer komplexer werdende Realität. Marx dreht die hegelsche Dialektik um (stellt sie „vom Kopf auf die Füße“) und postuliert, dass sich die Welt, die objektive Wirklichkeit, aus ihrer eigenen materiellen Existenz erklären lässt und keinesfalls die Verwirklichung einer göttlichen, absoluten Idee oder gar des menschlichen Denkens ist, wie im Idealismus behauptet. An die Stelle der absoluten Idee Hegels tritt bei Marx die ewig sich bewegende und entwickelnde Materie und mit Blick auf die Gesellschaft das Materiell-Ökonomische des Produktionsprozesses bzw. der Arbeit als Grundlage und Triebkraft der gesellschaftlichen Wirklichkeit. Die objektive Realität, die Mensch und Natur umfasst, existiert außerhalb und unabhängig vom menschlichen Bewusstsein. Zusammengefasst werden diese Ideen u. a. in Marx’ berühmtem Satz: „Es ist nicht das Bewußtsein der Menschen, das ihr Sein, sondern umgekehrt ihr gesellschaftliches Sein, das ihr Bewußtsein bestimmt.“ Dieser Satz ist eine zentrale These der Marxschen Philosophie. Marx wählt also bei der Beantwortung der philosophischen Grundfrage – was ist primär, das Denken oder das Sein – die zu Hegel gegensätzliche Antwort. Dabei wird nicht geleugnet, dass in der gesellschaftlichen Praxis auch umgekehrt das Denken das Sein bestimmt, aber in der Wechselwirkung zwischen Denken und Sein hat letztlich das Sein das Primat. Die Grundfrage der Philosophie hat noch einen weiteren Aspekt, der die Erkennbarkeit der Welt und insbesondere die ihrer Gesetzmäßigkeiten betrifft. In dieser Frage wird die Position vertreten, dass die Erkennbarkeit der Welt durch die Entwicklung der Wissenschaft und durch das erfolgreiche, von der Wissenschaft angeleitete praktische Handeln bewiesen ist.
Der dialektische Materialismus ist eine Weltanschauung, die das Universum als Ganzes aus sich selbst heraus erklären will, und das heißt vor allem, ohne einen göttlichen Schöpfungsakt anzunehmen. Demnach wird
- das Universum als Ganzes angesehen, das außerhalb und unabhängig vom menschlichen Bewusstsein existiert und eine Mannigfaltigkeit von Erscheinungsformen umfasst;
- die Erscheinungsformen der Materie stehen untereinander in Beziehung, sie beeinflussen einander, sind voneinander abhängig und befinden sich in ständiger Bewegung und Entwicklung (objektiver Zusammenhang).
- Bewegung und Entwicklung der mannigfaltigen Erscheinungsformen der Materie weisen Regelmäßigkeiten auf, denen objektive Gesetze zugrunde liegen.
- Die Entwicklung der Materie ist ein aufsteigender Prozess, der vom Einfachen zum Komplexen fortschreitet und dabei qualitativ verschiedene Ebenen durchläuft; auf jeder Ebene finden qualitative und quantitative Veränderungen statt.
- Die jeweilige Entwicklung einer bestimmten Ebene resultiert nicht aus einem harmonischen Fortschreiten, sondern entsteht durch den Konflikt und die Aktualisierung der jeweiligen, den entsprechenden Phänomenen innewohnenden Gegensätzlichkeiten, den „Grundwidersprüchen“. Die Entwicklung wird durch die drei dialektischen Grundgesetze beschrieben.
- Das höchste Produkt der Entwicklung ist das menschliche Bewusstsein, eine Erscheinungsform der Materie, die andere Erscheinungsformen widerspiegelt.

Zu diesen Grundlagen kommen drei sehr allgemeine „Gesetze“, die aus „der geschichtlichen Entwicklung“ sowie aus der Entwicklung des „Denkens“ abstrahiert worden sind:
1. Das Gesetz von der Einheit und dem „Kampf“ der Gegensätze: Triebkraft jeglicher Entwicklung ist der Widerspruch zwischen dualen Polen, der natürlichen und sozialen Prozessen grundsätzlich inhärent ist. Der „Kampf“ besteht darin, dass die dualen Pole gegensätzlich gerichtete Tendenzen verursachen und sich nur dadurch verwirklichen können, dass sie eine neue Lösung hervorbringen. Die Marxsche Dialektik unterscheidet sich durch ihre materialistische Orientierung grundlegend von der antiken Widerspruchslehre, die im Widerspruch lediglich eine Triebkraft der Erkenntnisentwicklung sieht: These und Antithese bilden einen (logischen) Widerspruch, dessen Lösung in der Synthese beider Behauptungen besteht.
2. „Das Gesetz des Umschlagens von Quantität in Qualität und umgekehrt“[5]. Genauer gesagt handelt es sich um das allgemeine Entwicklungsgesetz des Umschlagens quantitativer Veränderungen eines Objekts in eine neue Qualität, und umgekehrt: eine neue Qualität verändert die quantitativen Verhältnisse des betrachteten Gegenstands.
3. Das Gesetz von der Negation der Negation: Die Entwicklung bewahrt auf einer höheren Ebene die positiven Elemente der vorhergehenden Ebene. Sie negiert in ihrer Weiterentwicklung die vorhergehende Ebene also nicht als Ganzes.

Beispiele
1. Ein Beispiel ist der innere Widerspruch zwischen Wert und Gebrauchswert einer Ware: Als Wertding soll die Ware behalten werden und als Gebrauchswert soll sie weggegeben werden, weil sie für den eigenen Bedarf nicht benötigt wird. Die Lösung dieses Widerspruchs besteht im Tausch gegen eine andere Ware: Der Wert bleibt den Warenbesitzern erhalten, für das überflüssige Gut ist ein nützlicheres Gut eingetauscht worden.[6] Doch diese elementare Lösung des Widerspruchs zwischen Wert und Gebrauchswert einer Ware ist nicht alles, was aus ihm folgt. Das zeigt die im ökonomischen Hauptwerk von Karl Marx enthaltene Wertformanalyse, die als beispielhafte Anwendung der materialistischen Dialektik gilt, aber sowohl umfassend als auch kontrovers diskutiert worden ist.
2. Durch den Widerspruch zwischen wachsenden Bedürfnissen der Menschen und der jeweils erreichten Produktivität kommt es zur Erfindung von immer komplizierteren Werkzeugen und später von Maschinen.[7]
3. Die Entwicklung zu einer kommunistischen Gesellschaft soll die Errungenschaften des Kapitalismus (z. B. die Demokratie) behalten, und nur seine Einschränkungen (z. B. die Ausbeutung der Arbeiterklasse) beseitigen, so jedenfalls die optimistische Prognose von Marx und Engels.
4. Wasser ist bei 20 °C oder 60 °C flüssig. Führt man jedoch genügend Wärme hinzu (Veränderung der Quantität), so gibt es bei 100 °C einen dialektischen Sprung (Veränderung der Qualität) in den Aggregatzustand gasförmig.

Die materialistische Dialektik – von Marx meine dialektische Methode genannt – wurde schrittweise entwickelt, vor allem 1844 in den „Ökonomisch-philosophischen Manuskripten“, 1845 zusammen mit Friedrich Engels in der „Heiligen Familie“ und durch die Neu-Interpretation der Geschichte in der „Deutschen Ideologie“, später von Marx im Ringen um die systematische Darstellung der ökonomischen Kategorien der kapitalistischen Gesellschaftsformation und schließlich durch Friedrich Engels’ Anwendung der Dialektik im „Anti-Dühring“ und in der „Dialektik der Natur“.
Engels stellte gegenüber späteren Theoretikern fest, dass nach Marx’ und seiner Auffassung Materielles ideelle Prozesse freilich „nur in letzter Instanz“ festlege und beeinflusse.

## Aufbau der Gesellschaft
Nach Marx sind die Menschen zunächst nichts anderes als von ihren Bedürfnissen getriebene, gesellige und Werkzeuge verwendende körperliche Wesen, die sich in einer permanenten Auseinandersetzung mit der Natur befinden, um ihre Bedürfnisse zu befriedigen. Dieser „Kampf“ ist nur innerhalb einer von ihnen selbst weitgehend unbewusst und spontan geschaffenen wirtschaftlichen Basis möglich, die man heute in weitem Sinn „Infrastruktur“ nennen würde und die eine bestimmte Ordnung nach sich zieht.
Dieser Unterbau besteht aus zwei, sich ebenfalls gegenüberstehenden, aber eine Einheit bildenden Gruppen von Elementen:
- die Produktivkräfte sind alle am Produktionsprozess beteiligten Kräfte. Darunter versteht Marx einerseits die Arbeitskräfte und andererseits die Produktionsmittel (Arbeitsgegenstände und Arbeitsmittel), darunter die natürlichen Ressourcen in der extraktiven Industrie. Eine besondere Rolle spielen die zur Verfügung stehenden Arbeitsmittel, darunter Werkzeuge, Maschinen, Technologie, Gebäude, Blaupausen etc. – kurz: die gesamte technische Infrastruktur, insofern sie die Organisation des Gesamtarbeiters determiniert.  Die Elemente produktiver Arbeit werden dann zu Produktivkräften, wenn sie durch ihr Zusammenwirken neue Güter produzieren. Die Produktivkräfte verändern und entwickeln sich durch die Erfindungsgabe der Menschen im Laufe der Zeit und erfordern dadurch u. U. eine andere Organisation der Arbeit – einer bestimmten Entwicklung der Produktivkräfte entspricht eine bestimmte Art der Produktionsverhältnisse.

- die Produktionsverhältnisse; das sind alle Verhältnisse, die die Menschen in der Produktion materieller Güter zueinander eingehen; ein wichtiger Aspekt dieser Verhältnisse sind die jeweils herrschende gesellschaftliche Arbeitsteilung und die Eigentumsverhältnisse.

Dieser von den materiellen Verhältnissen bestimmte „Unterbau“ bestimmt seinerseits den sogenannten „Überbau“. Das ist das gesellschaftliche Bewusstsein der zu einem bestimmten Zeitpunkt dominierenden Klassen. Zum Überbau gehören das politische System, das Bildungswesen, die Sprache, das Rechtssystem, die Religion (Theologie), die Wissenschaften, die Künste.
Stalin veränderte diese Theorie dahingehend, dass er für ein bestimmtes Entwicklungsstadium der Gesellschaft Überlegungen über den Unterbau vornahm. Außerdem versuchte er, die Naturwissenschaften, die Kunst und auch die Linguistik in Einklang mit der Theorie des dialektischen Materialismus zu bringen. Die Befürwortung der (als falsch erwiesenen) biologischen Theorien Lyssenkos war ein Ergebnis solcher sachfremden Einmischung.

## Weiterentwicklungen
Der dialektische Materialismus wurde als Teil der politischen Ideologie im Bildungssystem der DDR und der UdSSR unter Kontrolle der politischen Führung verankert. An der Spitze dieses Systems standen philosophische Institute, die Forschung betrieben, aber vor allem Lehrer für Marxismus-Leninismus (ML) ausbildeten. Der ML war in der DDR ein Pflichtkurs in allen Studiendisziplinen. (Siehe auch: Gesellschaftswissenschaftliches Grundstudium (DDR)). Einige Elemente des dialektischen Materialismus wurden sogar in den Lehrstoff aufgenommen, der zum Abitur führte. Eine weitere Verbreitung erfolgte in Schulungen für Parteimitglieder und Betriebskollektive. Eine Anpassung und Erweiterung des von Stalin geprägten dialektischen Materialismus fand nach dessen Tod aufgrund neuer Entwicklungen in der Wissenschaft (Kybernetik, Genetik, Soziologie, Logik), aber auch aufgrund bereits etablierter Theorien wie der Relativitätstheorie und der Quantenmechanik statt. Oft wurden neue Erkenntnisse jedoch nur als Bestätigung philosophischer Thesen dargestellt. Parallel dazu gab es Bestrebungen, den dogmatischen Charakter dieser Weltanschauung unter dem Titel Praxisphilosophie durch Besinnung auf die Frühschriften von Marx und Engels auf eine neue Grundlage zu stellen – so zum Beispiel vom Philosophiehistoriker Helmut Seidel.
Wolfgang Leonhard beschreibt den dialektischen Materialismus im Stalinismus als reine Worthülse, mit der herrschende Zustände legitimiert werden sollen.
Auch im Westen wurde der dialektische Materialismus weiterentwickelt, insbesondere von Autoren, die sich dem hegelianischen Marxismus verpflichtet fühlten (im Gegensatz zu dogmatischen und der Sowjetideologie verpflichteten Lesarten der Texte von Marx). Einschlägige theoretische Texte stammen etwa von Henri Lefebvre.